# Puiggariopsis
Puiggariopsis là một chi rêu trong họ Hypnaceae.